# Aphis pseudopulchella
Aphis pseudopulchella är en insektsart som beskrevs av Blanchard 1944. Aphis pseudopulchella ingår i släktet Aphis och familjen långrörsbladlöss. Inga underarter finns listade i Catalogue of Life.